# Тривольціо
Тривольціо (італ. Trivolzio) — муніципалітет в Італії, у регіоні Ломбардія,  провінція Павія.
Тривольціо розташоване на відстані близько 470 км на північний захід від Рима, 25 км на південний захід від Мілана, 13 км на північний захід від Павії.
Населення — 2157 осіб (2014).

## Демографія
Населення за роками:

Станом на 1 січня 2023 року в муніципалітеті офіційно проживали 232 іноземці з 34 країн, серед них 62 громадяни країн Євросоюзу та 32 громадяни України.

## Сусідні муніципалітети
- Баттуда
- Берегуардо
- Марчиньяго
- Торре-д'Ізола
- Трово